# Долгая ночь (фильм, 1967)
Долгая ночь (пол. Długa noc) — польский военный фильм режиссёра Януша Насфетера 1967 года.

## Сюжет
1943 год. В Польше введено чрезвычайное положение. Никто не покидает свои дома. Однако находится один смельчак, помогающий партизанам. Соседи выказывают недовольство и неприязнь к своему соседу только потому, что он еврей.

## В ролях
- Анна Чепелевская — Катажина Катьянова
- Рышарда Ханин — Пекарчикова
- Йоланта Воллейко — Марта, дочь Перкачиковой
- Юзеф Дурьяш — Зигмунт Корсак
- Людвик Пак — Юзеф Катьян, брат Катажины
- Зигмунт Хобот — еврей
- Хенрик Хунко — Шиманский
- Кристина Фельдман — женщина со сломанными часами
- Рышард Петруский — полицейский Васяк
- Ирена Нетто — поставщик водки
- и другие